# Godinești, Gorj
Godinești este satul de reședință al comunei cu același nume din județul Gorj, Oltenia, România.

## Personalități
- Nicolae Mischie, om politic